# Maltezi
Maltezii (în malteză Maltin, în italiană Maltesi) sunt un grup etnic nativ al insulei Malta, vorbitori ai limbii malteze. Gozitanii, care sunt nativi ai insulei Gozo sunt, de asemenea, considerați a fi maltezi.